# Партизанский отряд имени Петра Момчилова
Партизанский отряд имени Петра Момчилова (болг. Партизански отряд „Петър Момчилов“) — подразделение Народно-освободительной повстанческой армии Болгарии, находившееся в ведении 6-й Ямболской повстанческой оперативной зоны. Отряд действовал в районе Елхово и Тополовграда.

## История
В июне 1943 года была сформирована партизанская рота №4, (она же Елховская партизанская группа), командиром которой стал Петр Момчилов. Он погиб 23 августа 1943 года в перестрелке с полицией.
После восстановления группа была преобразована в отряд, названный по имени её первого командира. Новым командиром стал Янчо Кирчев, комиссаром — Борис Киров.
В июне 1943 года была образована Молодёжная партизанская рота в районах местечек Карнобат и Грудово, командиром роты был назначен Георгий Калчев. Эта рота действовала вместе с партизанами из отряда имени Момчилова. С 13 по 15 декабря 1943 года отряд имени Момчилова вёл бой против правительственных частей, в котором погибли 14 партизан. Весной — летом 1944 года проводил акции в шахте Крумово, сёлах Каменна-Река, Гюлово и Скалица.
В июне 1944 года группа была официально преобразована в отряд имени Момчилова.
9 сентября 1944 года отряд участвовал в установлении власти Отечественного фронта в сёлах Овчи-Кладенец, Гылыбинци, Болярско, Бояджик, Савино, Каменна-Река, Голям-Манастир, Скалица, Чукарово и Синапово.